# がんばれタッグス

『がんばれタッグス』（原題:Tugs）は、1989年にイギリスで製作された幼児向けテレビシリーズである。

## 概要
人形劇『きかんしゃトーマス』（以下、トーマス）の第1シリーズから第2シリーズまでの実質的な製作を手掛けた制作プロダクションであるクリアウォーター・フィーチャーズ（Clearwater Features）に在籍していたプロデューサーのロバート・D・カルドナとディレクターのデヴィッド・ミットンが、『トーマス』の製作で得た撮影ノウハウを応用し、同作と同様に顔や意志を持つタグボート（タッグス）たちを主役として制作したシリーズである。1話あたりの尺は15分～20分。
監督のデヴィッドはトーマスでも当時監督を務めた人物であり、模型の製作スタッフや劇伴作曲者もトーマスと同じであったが、同作のプロデューサーであったブリット・オールクロフトは本作とは関わりがない。
トーマスとの正式なストーリー上の接点はなく、スピンオフ等の類ではない。権利の継承者が不明なため、再放送やDVDなどのメディアの発売ができない状態だが、比較的近年の放送でエアチェックビデオや放送当時の発売VHSソフトが多数現存する。

## 製作・放送
トーマスの第2シリーズの制作終了後、第3シリーズの撮影が開始されるまでの1987年から1988年のブランク期間に、同作の撮影でも使用されていたサリー州シェパートンにある撮影所「シェパートンスタジオ」にて製作が行われた。スタジオ内に設置された大型水槽に、船底に車輪付きのシャーシを取り付けたタッグスの模型を並べ、シャーシにつながれた糸を引っ張ることでタッグスを移動させながら撮影を行っていた。遠隔操作で目や顔を動作させていた点はトーマスと同様である。模型の大きさもトーマスと同スケールで、本作に登場する蒸気機関車などの鉄道模型はトーマスと同じメルクリン社の1番ゲージの機関車とバックマン社のGゲージの客車等を使用している。
1クール分の全13話が制作され、1989年4月にイギリスで放送が始まるとそこそこのヒットになったが、その後1990年にクリアウォーター社が解散し、さらに本作の放映・制作権を所有していた番組制作会社TVSも1992年に解散したことから、1クール限りで制作終了となった。ただし、本作の撮影で使用された港のセットや客船の模型をブリット・オールクロフト社が買収し、トーマスの第3シリーズ以降の撮影に転用された。また、クリアウォーター社のほとんどの社員はブリット・オールクロフト社に引き抜かれ、以降のトーマスシリーズの製作に関与した。一方でトーマスの製作総指揮でもあったプロデューサーのロバート・カルドナは同作の制作からも離れ、カナダにて本作と作風が酷似しているタグボートを主役とした作品「Theodore Tugboat」を制作した。
クリアウォーター社やTVSの解散後、本作の権利の継承者は不明とされテレビでの再放送等も行われなかったが、ロバート・カルドナが本作の映像をアメリカで1997年より放送が開始された子ども向け番組「Salty's Lighthouse」に提供したことから、当時の映像権利はロバートが所有していたと思われる「Salty's Lighthouse」では本作がそのまま放送されることはなく、番組側で新たに作られた物語に合わせて本編映像を再編集したものが放送された。脚本上でもキャラクターの性別や名前、年代設定が変更されるなど、改変が多かった。
その後、本作の映像を含む「Salty's Lighthouse」の放送回の一部が2005年にイギリスで発売されたコンピレーションDVD「Toddler Time」に収録された。本作の映像がDVDとして発売されたのは事実上このタイトルのみである。

## 日本での公開
日本では1992年10月2日から同年12月25日まで、毎週金曜日朝7時よりテレビ東京にて「がんばれタッグス ゆかいな船のなかまたち」のタイトルで放映された。日本語吹き替え版製作はテレビ東京と制作会社コスモプロモーションが行った。
放送と同時に、タカラから番組収録VHSソフトが1巻に1話収録の全13巻で発売された。その後、全4巻（1〜3巻までは3話収録、4巻のみ4話収録）のお買い得版が追加発売され、2種類の全話収録形態で平行販売された。同じくタカラより登場キャラクターを再現した玩具「わくわくスケール」をテンセンツ、サンシャイン、トップハット、ゾランの4種と港のセットを発売したほか、電動やゼンマイ式で推進する湯船に浮かべて遊ぶ製品やぬいぐるみ、食玩（カバヤより発売）など、玩具製品は多種にわたって発売された。また出版物は、ほるぷ出版から写真絵本が全10巻とフィオナ・ハードウィックによる書き下ろしノベル（新書版）が4巻発売された。これらの製品は現在、すべて絶版となっている。

## 影響
海外、特にイギリスとオーストラリアでは未だ人気があり、権利所有者を発見・交渉し全話DVD化する運動が行われている。また、2013年にはファンが一部を除くキャラクターの撮影用模型を発見・入手し、その件により設立された複数人のファンによる団体「Star Tugs Company」がイギリスの一部地域で模型の展示会などを行っている。
先述の通り本作の多くのセットや模型がトーマス第3シリーズ以降に転用され、本作に登場するクレーンのビッグ・ミッキーの模型もトーマスの舞台であるソドー島のブレンダムの港のクレーンとして流用された。意志のない無名のクレーンとしてトーマスが3DCG化して以降も登場していたが、2017年放送の第21シリーズでは本作同様にビッグ・ミッキーという名前で意志を持つクレーンとして登場した。

## 登場キャラクター

### スター船隊
1.テンセンツ
- 原語版：サイモン・ナッシュ
- 日本語版：中原茂

本作の主人公。明るく元気で優しいスター船隊の人気者タッグス。基本的に船の向きを変えるスイッチャーだが、サンシャインの教育係的役回りにもなっている。少し短気で生意気だが、仲間のことをとても大切にしており、ゾランのせいで仕事をしくじったサンシャインを最後までかばい続けたり、グランパスが砲撃されることに対して真っ先に反論するなど、自分よりも仲間の事を強く思っている。その反面、幽霊船（正体はホワイト船団）を見て震え上がるなど、やや臆病な部分もある。
2.ビッグマック
- 原語版：ショーン・バレット
- 日本語版：藤原啓治

力持ちの大型タッグス。主に力仕事が得意で、ハーキュリーが不在の際は自ら先頭に立って客船を牽く。また、雪融けの時期になると材木置き場の監督を務める。物事を的確に判断でき、仲間たちからの信頼も厚い。ぶっきらぼうだが困っている仲間を放っておけないお人好しな性格で、正義感も人一倍強いが、その正義感につけ込まれてゼットのタッグスの言動に左右されやすい一面も持っている。迷信深い一面もあり、スカトルバット・ピートの怪談話を聞いた後に遭遇したホワイト船団を幽霊船と思い込み、彼の怪談話が実話だったと信じ込んだことがある。
3.O.J.
- 原語版：ティモシー・ベイトソン
- 日本語版：塚田正昭

スター船隊で一番年寄りのタッグス。フルネームは「オールド・ジョーンズ」。物知りで皆の知恵袋のような存在。港では唯一の外輪船タッグス（ビリーは輸送船のため除外）。進むときは常にスローテンポである。
ハーキュリーとの会話からでは、かつては海軍に所属していたらしい。
エンジンが古びたことがきっかけで一度事故を起こし、それが引き金になってくず鉄屋のバークとブレアーに買収されそうになったことがあるが、テンセンツとサンシャインの仲介で助かった。その後はエンジンを修理してもらい、元気に働いている。
『きかんしゃトーマス』では、こうざん鉄道内の湖に停泊する外輪船「レイクサイダー3」に改造されて登場している。
4.トップハット
- 原語版：ジョン・バッデリー
- 日本語版：江原正士

自惚れ屋でプライドが高く、いつも紳士を気取っているタッグス。黒いシルクハットとモノクルが特徴。操縦室が高く鉄道艀に対応している。綺麗好きでゴミ運びなどの汚れ仕事を極端に嫌っているが、鉄橋が崩れてしまった際にゴミ船のスティンカーのアドバイスを受けて大事故を未然に防いだことから、ゴミ船に対する考え方を改める。以後、スティンカーが彼のお気に入りの艀になった。少々夢見がちな一面もあり、ウィーン号に憧れて自分も客船になってみたいと思ったこともある。
5.ウォリアー
- 原語版：マイク・オマリー
- 日本語版：真殿光昭

ビッグマックと同型のタッグス。かなりの力持ちだが、不器用でよくヘマをするため、ゴミ集めが主な仕事。しかし、イージー・ゴメスが沈みかけた時には、持ち前の怪力で彼を助け、自分がただのぶきっちょではないことを証明した。消火ホースを所持しているため、消火活動の際には消防署の艀を使わずに放水できる。また、「戦術的」「戦略的」など難しい言葉が分からなかったり、口調があどけないなど、スター船隊の中ではかなり子どもっぽい性格である。顔のモデルは本作の模型製作者のジェレミー・キング。
6.ハーキュリー
- 原語版：ショーン・バレット
- 日本語版：亀山助清

スター船隊では一番大きなタッグスでリーダー的存在。ゾランさえ一目置いているが、ややキザな一面もある。客船を牽くときは大抵先頭に立つ。1人で仕事に出ていくことが多く、しばしば留守にしている。そのため、朝礼には滅多に参加しない。非常に思慮深く、言葉足らずの説明でもしっかりと相手の言いたいことを理解することができる。また、いくら他人から指図されても、決して屈さずに自分の考えを貫き通す強い意志の持ち主でもある。顔のモデルはエロール・フリン。
7.サンシャイン
- 原語版：ショウン・プレンダーガスト
- 日本語版：三田ゆう子

第1話でスター船隊に入隊した、一番小さいスイッチャーのタッグス。出っ歯が特徴で、原語版では【S】を発音する際に音が抜けており、日本語版では語尾に必ず「〜です」とつける癖がある。まだ若く経験が浅いため、テンセンツをはじめとした他のタッグスと行動をともにする事が多い。スター船隊としては珍しく、ゼットのタッグスたち（ゼベデー、ズグ等）とも仲が良い。スター船隊に入る前はアップ・リバーで働いていたので、川上のことをよく知っている。本作の映像を他会社が再利用した「Salty's Lighthouse」シリーズでは性別が女性に変更されており、テンセンツの妹という扱いになっている。
8.グランパス
- 原語版：リー・コーンズ
- 日本語版：稀代桜子

アメリカ海軍に所属していた小型潜水艇。不意に現れた貨物船に衝突されて穴が開いたリリーを助けた。旧式化を理由に標的艦にされるが、砲撃寸前のところでスター船隊に助け出され、キャプテン・スターが海軍から譲り受けたことでスター船隊の所属となった。沈没船を引き揚げる作業では、船の状態などを潜って確認する。モデルと名前の由来は1900年代から1920年代までアメリカ海軍で使用されていたグランパス (SS-4)で、こちらは1922年に標的艦として海没処分されており、「グランパスをすくえ」のクライマックスのインスピレーションとなっている。
キャプテン・スター
- 原語版：パトリック・アラン
- 日本語版：納谷六朗

スター船隊の隊長。姿を現さないで、事務所のメガホン型のスピーカーからタッグスに指示を出す。原語版ではナレーションを務めており、彼が昔あった出来事を語るという形で話が進んでいる。

### ゼット船隊
1.ゾラン
- 原語版：クリス・タロック
- 日本語版：小関一

ゼット船隊のリーダー格のタッグス。頭こそ切れるが、その知恵をまともなことに使うことはほとんどなく、真面目に仕事をするよりもライバルのスター船隊の足を引っ張って邪魔することが大好き。そのため、ゼットの仲間以外の者からの信頼は薄く、トラブルエピソードも数多くある。それでも仕事は本人なりにできており、危険物運搬の仕事をゼット船隊全員でするときは、彼がいつも監督を務めている。顔のモデルはコメディアンのテリー・トーマス。原語版で声優を務めるクリス・タロックは本作の美術監督で、いくつかのエピソードでは脚本と監督も務めている。
2.ゼベデー
- 原語版：ショーン・バレット
- 日本語版：石井康嗣

ゼット船隊のタッグスで、ゾランのパシリ的存在。普段はゼットの仲間と一緒になってスター船隊に嫌味を言うが、本質的には穏やかで根っからの悪ではない。ジョニー・キューバに脅迫された際はやむなく命令に従うも、自ら進んでスターのタッグスを助けるなど、良心的で優しい一面もある。ゼット船隊では1番の力持ちで、高くて重い櫓や大量に荷物を積んだ艀を一度に4台運ぶことができる。
3.ザク
- 原語版：ショウン・プレンダーガスト
- 日本語版：梅津秀行

ゼット船隊タッグスで、ゾランの弟分。ややひねくれた面があり、ゼベデーにしか心を開かない。見かけの通り賢く頭の回転も速いが、その割にはあまり知恵を働かせず、普段は当てずっぽうなことしか言わない。また、行動する際は大抵周りに合わせることが多く、面倒なことは他人任せにしてゼベデー以外には自己主張をしないなど、極度の面倒臭がり屋でもある。顔のモデルはエドワード・G・ロビンソン。
4.ズグ
- 原語版：ナイジェル・アンソニー
- 日本語版：荒川太郎

ゼット船隊の下っ端のスイッチャーのタッグス。チビで少々セコい部分がある。ジップと行動をともにする事が多い。危険物運搬の仕事にはあまり参加しないが、ブーマーがゼット船隊に加わった際にはジップとともに仕事を教え、弾薬の運搬をしていた。ゼット船隊の中では珍しく気弱な性格で、ジップ以外のゼットのタッグス（特にゾラン）のパシリにされるなど、一番不遇な立場に立たされることが多い。原語版の声と顔のモデルはピーター・ローレ。
5.ジップ
- 原語版：ジョン・バッデリー
- 日本語版：江原正士

少し鈍いゼット船隊のタッグスで、ズグと同じく下っ端のスイッチャー。間延びした特徴的な喋りが鬱陶しく（「ぶきっちょなウォリアー」のみ、はきはきと喋っている）、しばしば煙たがられる。ズグと行動をともにする事が多い。ズグと同様、セコい部分があるが、お人好しな性格のようで、「ぶきっちょなウォリアー」では、倒れそうなイージー・ゴメスを助けるテンセンツを手伝おうとした。
キャプテン・ゼロ
- 原語版：ショーン・バレット
- 日本語版：塚田正昭

ゼット船隊の隊長。姿を現さないで、事務所のメガホン型のスピーカーからガラの悪い口調でタッグスに指示を出す。キャプテン・スターとはしばしば対立しているが、港で重大な事件が起きた時は協力する。元ギャングで、ジョニー・キューバとは昔仲間だったらしい。

### 他のタッグス
シーローグ
- 原語版：ショーン・バレット
- 日本語版：藤原啓治

スターとゼットのいずれの船隊にも属さないタッグス。左目に眼帯を付けており、顔つきも険しくかなり厳つい見た目だが、性格は正反対で温厚かつ傷つきやすい。叔父の老朽船を大切にいたわっている。海賊船に脅迫されて盗みを働き、テンセンツに濡れ衣を着せてしまうが、事情を説明して海賊船捕獲に協力した。事件解決後はテンセンツの無実の罪を晴らし、同時に彼とも和解。その後、叔父とともに旅立った。肉親が登場した唯一のタッグスでもある。
シーローグの叔父
- 原語版：マイク・オマリー
- 日本語版：塚田正昭

シーローグの叔父にあたる年老いた古いタッグス。名前は不明。海賊船に誘拐され人質になっていたが、自身よりもシーローグのことを心配していた。海賊船がズグとジップに気を取られて目を離した隙にグランパスに助けられる。その後、シーローグとともに旅立った。
ブーマー
- 原語版：リー・コーンズ
- 日本語版：荒川太郎

不運なジンクスに付きまとわれたタッグス。タッグスになる前は『キャプテン・ハリー』と呼ばれていた頃もあったが、売りに出されて今の名前になってからケチをつき始めていた。造船所でハウスボートに改造され、アップ・リバーの川上に置かれてからはケチをつかなくなり、性格もポジティブになった。
模型はシーローグの叔父の模型を使い回している。
また、エンディングにて帆船を曳いていたタッグスは彼である。
バーク
- 原語版：ナイジェル・アンソニー
- 日本語版：梅津秀行

ブレアー
- 原語版：ショーン・バレット
- 日本語版：真殿光昭

古くなった船を買い漁っては売りさばく、強欲で腹黒い廃品回収タッグスのコンビ（通称・クズ鉄屋）。どちらも非常に意地汚く欲深な性格をしている。
青い目を2つ付けた船
- 原語版：マイク・オマリー、ジョン・バッデリー
- 日本語版：納谷六朗

2艘の海賊船。シーローグを脅して貨物を盗ませた。ズグとジップにおびき出された直後にテンセンツとサンシャインとシーローグに捕獲され、御用となった。青い目の部分は、青色（実際は緑色）のライトが1艘につき2つ付いている。
模型はバークとブレアーの模型と共用している。
ホワイト船団
霧の中から現れた謎の白いタッグス集団。その正体は北の海から氷山を追ってやってきた船団であった。氷山の音を聞くためにエンジンを音なしで動かす。
数艘いる内の2艘はバークとブレアーの模型と共用している。

### 外洋客船
ダッチェス号
「サンシャインとテンセンツ」に登場。スター船隊がこの船を曳く仕事をもらうが、ゾランに横取りされかけた。
ウィーン号
「みなとがこおった日」に登場。外国の有名な客船で、冬のとても寒い日に港にやってきた。港が凍っていたため、沖合で荷物の積み下ろしをした後はすぐに引き返していった。『きかんしゃトーマス』では『S.S.ロックスター』としてカメオ出演している。
プリンセス・アリス号
「グランパスをすくえ」と「ゼベデーとギャング」に登場。「グランパスをすくえ」では港祭りの日に入港し、港祭りのパレードに出場したタッグスに対して実況に『全員が優勝』と発表させた。「ゼベデーとギャング」では嵐で舵が壊れ、緊急入港してきた。

### その他輸送船
ビリー・シューパック
- 原語版：リー・コーンズ
- 日本語版：真殿光昭（「ゾランのわるだくみ」）→納谷六朗（「みなとをまもれ！スターのタッグス」）

危険物運搬用の小型外輪船。通称ダイナマイト・ビリー（写真絵本ではアリゲーター）。アップ・リバーの製材所にガソリンなどを運んでいる。かなりお気楽かつ突飛な性格をしており、「エッヘッヘッヘ」と笑っていることが多い。しかし、危険物の扱いに関しては一流で、それらの扱いに詳しいためゼット船隊のように赤旗を付けたりはしない。ただし、少々いい加減な面もあり、それが原因でタッグス達からは不安に思われている。
フルトン号
湾内航行の中型のフルタン・フェリー会社からフェリーボート。造船所の右隣の波止場から出ている。「オー・ジェイのおんぼろエンジン」で艀に衝突して沈んでしまったが、マイティー・モーたちに引き上げられ、その後も復帰して働いている。
『きかんしゃトーマス』第5シーズン「ゴードンとおばけ」の最後のシーンで、トップハム・ハット卿と彼の母親の後ろに停泊していた。
イージー・ゴメス
- 原語版：ショーン・バレット
- 日本語版：納谷六朗

メキシコからバナナを運ぶ気のいい中年の貨物船。入港の際、普段は金を払ってスター船隊かゼット船隊に曳いてもらっているが、誰も見ていない時は1人で入ってくることが多い。初めて曳き船なしで入港しようとした際には、新しい土台の石に乗り上げて横倒しになりかけてしまい、スター船隊（特にウォリアー）に助けられた。その際に罰金を取られたが、後にもう一度だけこっそり入港しようと試みている（結果は失敗）。
『きかんしゃトーマス』では第3シーズンから第5シーズンまで、顔のない普通の貨物船として登場していた。
ジョニー・キューバ
- 原語版：マイク・オマリー
- 日本語版：荒川太郎

悪名高い凶悪な密輸船。キャプテン・ゼロとは昔仲間だったようで、彼も手痛い目に遭わされたことがあるらしい。沖合で見つけたゼベデーを脅して、ギャング仲間と落ち合うことになっていた古い波止場に牽いて行かせ、さらに石炭をくすねさせた。その後、港を出るときにまたゼベデーに牽いて行かせようとしたが、ハーキュリーに見つかって逃げようとした所をゼベデーに動けないようにされ、水上警察に逮捕された。
ナンタケット
- 原語版：マイク・オマリー
- 日本語版：石井康嗣

伝染病を疑われた、古くて汚い貨物船。検疫が済まないうちに旗を下ろしてサンシャインに牽いていかせようとしたが、逃げられてしまい、ゾランが牽こうとした際にパトロールボートに見つかり、その後伝染病が見つかった。
オールド・ラスティー
- 原語版：デヴィッド・ミットン
- 日本語版：石井康嗣

港の沖で2年前から動いていない年老いた船。「ぶきっちょなウォリアー」の最後に登場。居眠りしていたウォリアーにぶつけられた挙げ句、文句を言われる。その後、ウォリアーのぶきっちょな面を「面白い所」と表現している。
ナンタケットの模型とジョニー・キューバの煙突を合体させたもの。海軍風の帽子を被っており、原語版では監督のデヴィッド・ミットン自身が声を務めている。
帆船団
港に度々停泊している帆船。帆船に混じって煙突のついた汽帆船も止まっている。
小型ボート
港や川上で荷物を運んでいる小さなボート。

### 海軍
ブルーノーズ
- 原語版：マイク・オマリー
- 日本語版：納谷六朗

海軍のタッグス。ひどく傲慢かつ自己中心的な性格で、常に横暴な態度で周りに命令を下しており、自分の命令通りにならないと気が済まない極度の捻くれ者。グランパスに対して「時代遅れのポンコツ」と言い切るほどのえげつなさも兼ねている。「いしあたまのブルーノーズ」にて、火薬の積み込み作業時に強引に横付けしたために波止場で大規模な火災を引き起こしてしまう。最後は悔しがりながらグランパスに沖へ曳かれて行った。
模型と汽笛の音はシーローグの使い回し。
クラカトア
海軍の輸送船。ブルーノーズの引き起こした波止場の火災に巻き込まれ沈没した。
軍艦
- 原語版：ティモシー・ベイトソン
- 日本語版：石井康嗣

グランパスを標的に砲撃訓練をしようとした。

### 港の作業船など
スカトルバット・ピート
- 原語版：ショーン・バレット（「かいぞく船をやっつけろ」）→マイク・オマリー（「ぶきっちょなウォリアー」-）
- 日本語版：亀山助清（「かいぞく船をやっつけろ」）→梅津秀行（「ぶきっちょなウォリアー」-）

主にドブすくいをしている中型のクレーン船。デマや噂話が大好きで、しばしば自分が発生源になる。汚い所ばかり好んで仕事をするため、少々泥臭い（テンセンツはこの臭いを嫌っている）。仕事熱心だが口やかましいところがあり、タッグス達との相性もあまり良好ではない。泥をすくう部分を外し、普通のクレーンとしても働いている。
リトル・ディッチャー
- 原語版：ティモシー・ベイトソン
- 日本語版：石井康嗣（「ゾランのわるだくみ」）→藤原啓治（「ぶきっちょなウォリアー」-）

親切で小さなクレーン船。主に泥すくいをしている。「みなとをまもれ！スターのタッグス」ではスクラップにされそうになったが、アップ・リバーから流れてきた木材をせき止めた功績が認められ、スクラップにならずに済んだ。
マイティー・モー
- 原語版：マイク・オマリー
- 日本語版：石井康嗣[8]

沈んだタッグスをサルベージできる大きなクレーン船。沈みかけたリリーやフルトン号もサルベージした。
リリー
- 原語版：ジョアン・グッド
- 日本語版：稀代桜子

沖合に浮かぶ灯台船。ハーキュリーをはじめ、スター船隊のタッグスと親しい。河口付近の岩礁の位置を皆に知らせている。顔のモデルはマリリン・モンロー。
消防艇
- 原語版：ショーン・バレット
- 日本語版：石井康嗣

船舶火災などを消すのが仕事の船。タッグスによく似た形をしている。
コースト・ガード
- 原語版：リー・コーンズ
- 日本語版：亀山助清

沿岸警備隊に所属する小型ボート。港周辺のパトロールや、検疫手続きなどの業務もこなす。
『きかんしゃトーマス』では第3シーズンと第4シーズンで顔のない普通のボートとして登場していた。
デイビー・ジョーンズ
- 原語版：ナイジェル・アンソニー
- 日本語版：真殿光昭

沿岸警備隊に所属し、重要な伝言をタッグスたちに伝えるモーターボート。
海老採り漁船
- 原語版：ジョン・バッデリー、クリス・タロック
- 日本語版：亀山助清、藤原啓治、梅津秀行

集団行動で海老を採る漁船たち。スピーカーからタッグスに声をかける。作中では2回喋ったが、どちらもウォリアーに文句を言っていた。『きかんしゃトーマス』では彼らの模型の一部が流用されている。

### 艀
フランク
- 原語版：マイク・オマリー
- 日本語版：藤原啓治

レールとホームがある鉄道用の艀。桟橋のレールが途切れたところに連結して貨車や客車を載せることができる。ホーム終端部の控え室の部分に顔と名札がある。劇中では「フェリー」と呼ばれている。のほほんとした性格で、タッグス同士の問題には無関心。顔のモデルは俳優兼コメディアンのスタン・ローレル。
エディ
- 原語版：ティモシー・ベイトソン
- 日本語版：荒川太郎（「トップハットの大かつやく」のみ：亀山助清）

フランクと同型の鉄道用の艀。劇中ではフランク同様に、彼も「フェリー」と呼ばれている。彼とフランクが移動する際は、常にタッグス（主にトップハット）の両サイドに接続される。性格もフランクと似ており、タッグスに対しては消極的。顔のモデルは俳優兼コメディアンのオリヴァー・ハーディ。
スティンカー
- 原語版：ティモシー・ベイトソン
- 日本語版：荒川太郎（「ぶきっちょなウォリアー」のみ亀山助清）

古くて臭い廃棄物処理用の艀。普段はウォリアーの左サイドに接続されて運ばれているが、「トップハットの大かつやく」からはトップハットのお気に入りのゴミ船になった。
パール
- 原語版：ジョアン・グッド
- 日本語版：稀代桜子

スティンカーと同型の艀。「ぶきっちょなウォリアー」ではリトルディッチャーと働いている。サンシャインと仲が良い。

### クレーン
ビッグ・ミッキー
- 原語版：ティモシー・ベイトソン
- 日本語版：荒川太郎（「トップハットの大かつやく」のみ塚田正昭）

一番大きな据付クレーン。建っている位置が一定していない（普段は造船所の横に建っている）。 「いしあたまのブルーノーズ」にて、ブルーノーズの起こした大火事によって倒れ、海に沈んだ。
アルバート・スパーキー
廃棄物処理用のクレーン。
ジャック
- 原語版：マイク・オマリー
- 日本語版：梅津秀行

アルバート・スパーキーに取り付けられているグラップラー。通称「ゴミつかみのジャック」。クレーン本体は、石炭などを積む種類の形をしており、ゴミをつかむ部分に顔がある。
原語版ではウォリアーが「ゴミ掴みを頼むよ」と申し入れたが、ゴミを掴むことを嫌がっていた。
スナッチャー
石炭置き場のクレーン。

### ブイ
ブイ
- 原語版：ショウン・プレンダーガスト
- 日本語版：稀代桜子

その名の通り海に浮かぶブイ。港に大量に浮いている。夜タッグスと会うと必ず声をかける。色は赤、黒、黄色と複数あるが、その中で喋ったのは「かいぞく船をやっつけろ」に登場したフィルバート（赤色）のみ。

### 水上飛行機
サリー
- 原語版：ジョアン・グッド
- 日本語版：稀代桜子

スター船隊が燃料を届けている銀色の水上飛行機。テンセンツとは仲が良く、サンシャインは彼女に惚れている様子。

### 港湾鉄道
機関車パファー
- 原語版：ジョン・バッデリー
- 日本語版：梅津秀行

スター船隊、特にウォリアーと仲の良いタンク型蒸気機関車。ドイツタイプのボディにアメリカンスタイルの火の粉除けを付けた煙突とカウキャッチャーが付いている。ドイツ国鉄80型機関車の改造で特徴的な機関室をしている。他の話にも何度か登場するが会話をしたのは「みなとをまもれ！スターのタッグス」のみ。「いしあたまのブルーノーズ」と「トップハットの大かつやく」では、カメオ出演している。
リトル・オウル
貨物を専用に取り扱っているタンク機関車。パファーと同じくドイツ国鉄80型機関車改造だが、ボディは産業用の土管タイプの煙突で、カウキャッチャーも取り付けられていないなど元の機関車に近い形をしており、側面のタンクに「DOCK RAILWAY」と書かれている。「トップハットの大かつやく」では壊れた鉄橋からスティンカーに突っ込んだ。

### その他
ゴミ処理場の監督
- 原語版：ティモシー・ベイトソン
- 日本語版：塚田正昭

ゴミ置き場の監督。本名は不明だが、ウォリアーからは『ボス』と呼ばれている。姿を現さないで、事務所のメガホン型のスピーカーからタッグスに指示を出す。「グランパスをすくえ」にのみ登場。
石切場の監督
- 原語版：ジョン・バッデリー
- 日本語版：塚田正昭

石切場の責任者。姿を現さないで、事務所のメガホン型のスピーカーからタッグスに指示を出す。「ぶきっちょなウォリアー」にのみ登場。
燃料屋
- 原語版：リー・コーンズ
- 日本語版：納谷六朗

アップ・リバーの燃料タンクの事務所にいる燃料屋の監督。姿を現さないで、事務所のメガホン型のスピーカーからガラの悪い口調でタッグスに話しかける。「みなとがこおった日」にのみ登場。
パレードの実況
- 原語版：マイク・オマリー
- 日本語版：藤原啓治

プリンセス・アリス号に乗っていた、年に一度のパレードの実況。パレードに出たすべてのタッグスを実況した。「グランパスをすくえ」にのみ登場。

## 物語の舞台

### ビッグ・シティ港
スター/ゼットのたまり場
スターやゼットのタッグス達のたまり場。壁に仕切られた両船隊の事務所がある。ここでタッグスがキャプテン達から指示を受ける。
造船所
船を修理したり解体する場所。普段は大型クレーンのビッグ・ミッキーが建っており「LUCKYS YARD」の大きな看板が倉庫の屋根に立っている。
消防署
緊急時の小さな灯台船や放水用の艀がおいてあり、普段は消防艇が停泊している。
鉄鋼会社
ビッグ・ミッキーや沢山のクレーンが建っており、鉄骨や櫓がおいてある。「トップハットの大かつやく」で港の反対側に引っ越した。
運河
引っ越し後の鉄鋼会社の場所への近道。巨大な道路橋や低い鉄道橋がかかっている。高潮になると橋が低くなるため、背の高い荷物を牽いていると通れない。
ゴミ置き場
大量のゴミが捨てられている。ゴミ用クレーンのジャックと監督の事務所が建っており、ゴミ船のスティンカーが停泊している。
石炭置き場
石炭が山積みになっており、石炭を積んだ艀や貨車がいくつも止められている。
フェリーの波止場
造船所の隣に位置し、沢山のクレーンが建っている。フルトン号はここから石炭置場の近くまでを運行している。
海軍の倉庫
弾薬や燃料が収納されている。ここでの仕事はとても危険な分、儲けも大きい。
海軍の波止場
「いしあたまのブルーノーズ」でクラカトアに積み下ろしをしていた波止場。ブルーノーズが引き起こした大火災でほとんどの建物が焼失し、建っていたクレーンのビッグ・ミッキーも海に沈んでしまった。
古い波止場
港の端にあり、廃墟になったビルや倉庫が建っている。「ぶきっちょなウォリアー」で取り壊された。
客船のドック
港の奥にある大きな客船用の波止場。客船2台分のスペースが桟橋で仕切られている。
石切り場
沢山の重い石が転がっており、監督の事務所と艀に石を積むためのベルトコンベアがある。

### アップ・リバー
製材所
山で切り出した材木を置いておく場所。雪解けの時期は非常に多くの材木であふれるため、川下に流れていかないように艀が入り口につながれている。ビリー・シューパックはここにガソリンや弾薬を運んでいる。
川下の町
港に近い位置にある町。教会や燃料屋のタンクがある。古い倉庫も建っていたが「みなとをまもれ！スターのタッグス」で川上から流れてきた材木が中にあったオイルのタンクを爆発させ、骨組みだけになってしまった。

## エピソードリスト
| 英国話数 | 日本話数 | 英語サブタイトル          | 日本語サブタイトル               | 脚本                 |
| -------- | -------- | ------------------------- | -------------------------------- | -------------------- |
| #1       | 第1話    | Sunshine                  | サンシャインとテンセンツ         | グロリア・トース     |
| #2       | 第2話    | Pirate                    | かいぞく船をやっつけろ           | タークイン・カルドナ |
| #3       | 第3話    | Trapped                   | ゾランのわるだくみ               | クリス・タロック     |
| #4       | 第4話    | Regatta 4th July（VHS版） | グランパスをすくえ               | デヴィッド・ミットン |
| #5       | 第5話    | Munitions                 | いしあたまのブルーノーズ         | デヴィッド・ミットン |
| #6       | 第6話    | Warrior                   | ぶきっちょなウォリアー           | ロバート・カルドナ   |
| #7       | 第7話    | High Tide                 | トップハットの大かつやく         | デヴィッド・ミットン |
| #8       | 第8話    | Quarantine                | オー・ジェイのおんぼろエンジン   | タークイン・カルドナ |
| #9       | 第9話    | Ghosts                    | ゆうれい船なんかこわくない       | デヴィッド・ミットン |
| #10      | 第10話   | Jinxed                    | ついてないブーマー               | デヴィッド・ミットン |
| #11      | 第11話   | High Winds                | ゼベデーとギャング               | クリス・タロック     |
| #13      | 第12話   | Bigg Freeze               | みなとがこおった日               | ロイ・ラッセル       |
| #12      | 第13話   | Up River                  | みなとをまもれ！スターのタッグス | デヴィッド・ミットン |

## スタッフ

### オリジナルスタッフ
- 製作総指揮 - J・ナイジェル・ピッカード（TVS）
- 制作：ロバート・カルドナ
- 原案：ロバート・カルドナ、デヴィッド・ミットン
- 撮影監督 - テリー・パーメイン
- セット美術 - ロバート・ゴールド・ガリアーズ
- 美術監督 - クリス・タロック
- 特殊効果 - ロス・キング、デヴィッド・イーブズ
- 編集 - ユーニス・モウントジョイ、クリス・ケリー
- 編集助手 - デヴィッド・ヒッチコック、アダム・マスターズ
- 模型製作 - DBPモデル&エフェクト、アルバトロス・モデル・セット&エフェクト
- 模型・セット製作クルー - デヴィッド・レルフ、グラハム・リデル、マーク・ドーセット、ジェレミー・キング、デヴィッド・グレーヴズ、ハワード・ウィンター
- 撮影機材 - クリアウォーター・ペリスコープ・レンズ・システム
- 照明 - リー・エレクトリック（ライティング）Ltd.
- 照明監督 - ミッキー・フリン
- 音効 - ピーター・ベスト
- 音響 - デルタ・サウンド・サービス Ltd.
- 録音 - ブライアン・サンダース
- 提供 - 富士フイルム
- 脚本顧問 - ロイ・ラッセル
- ストーリー編集 - ニール・クラッカー
- 脚本：（全13話の内容を参照）
- 音楽：ジュニア・キャンベル、マイク・オドネル
- 監督：デヴィッド・ミットン
- 製作：クリアウォーター・フィーチャーズ、TVS

### 日本語吹替え版スタッフ
- 演出 - 藤山房伸
- 台本 - たなべまもる
- 効果 - 佐藤良介
- 調整 - 和田修
- プロデューサー - 池田朋之、日比野壇（テレビ東京）
- 製作 - テレビ東京、コスモプロモーション